# Arvin, Kalifornija
Arvin je grad u američkoj saveznoj državi Kalifornija. Prema popisu stanovništva iz 2010. u njemu je živjelo 19,304 stanovnika.